# Abdul Gani Patail
Abdul Gani Patail là một cựu Chủ tịch Viện Kiểm sát Malaysia, người đã giữ chức vụ này từ năm 2002 đến năm 2015. Ông được biết đến với đóng góp quan trọng của mình cho hệ thống pháp luật Malaysia và vai trò của mình trong các vụ án nổi tiếng trong thời gian ông làm Chủ tịch Viện Kiểm sát.
Abdul Gani đã đóng vai trò quan trọng trong việc điều tra và truy tố các vụ án liên quan đến tham nhũng, tội phạm tài chính và an ninh quốc gia. Ông đã làm việc chặt chẽ với các cơ quan thực thi pháp luật và các cơ quan chính phủ khác để thúc đẩy nguyên tắc pháp luật và đảm bảo công lý được thực thi.
Trong thời gian làm Chủ tịch Viện Kiểm sát, Abdul Gani Patail đã tham gia vào nhiều vụ án nổi tiếng, bao gồm cuộc điều tra về vụ bê bối 1Malaysia Development Berhad (1MDB). Tuy nhiên, vào năm 2015, ông bị loại khỏi vị trí Chủ tịch Viện Kiểm sát dưới những hoàn cảnh có phần gây tranh cãi. Một số báo cáo cho biết rằng ông bị loại bỏ do sự can thiệp của thủ tướng tại thời điểm đó, Najib Razak.
Vào ngày 16 tháng 5 năm 2018, Thủ tướng Mahathir Mohamad, sau cuộc họp với Abdul Gani, tiết lộ rằng ông ta cho biết ông đang trong quá trình chuẩn bị buộc tội Najib khi bị loại bỏ.